# Lança-foguetes

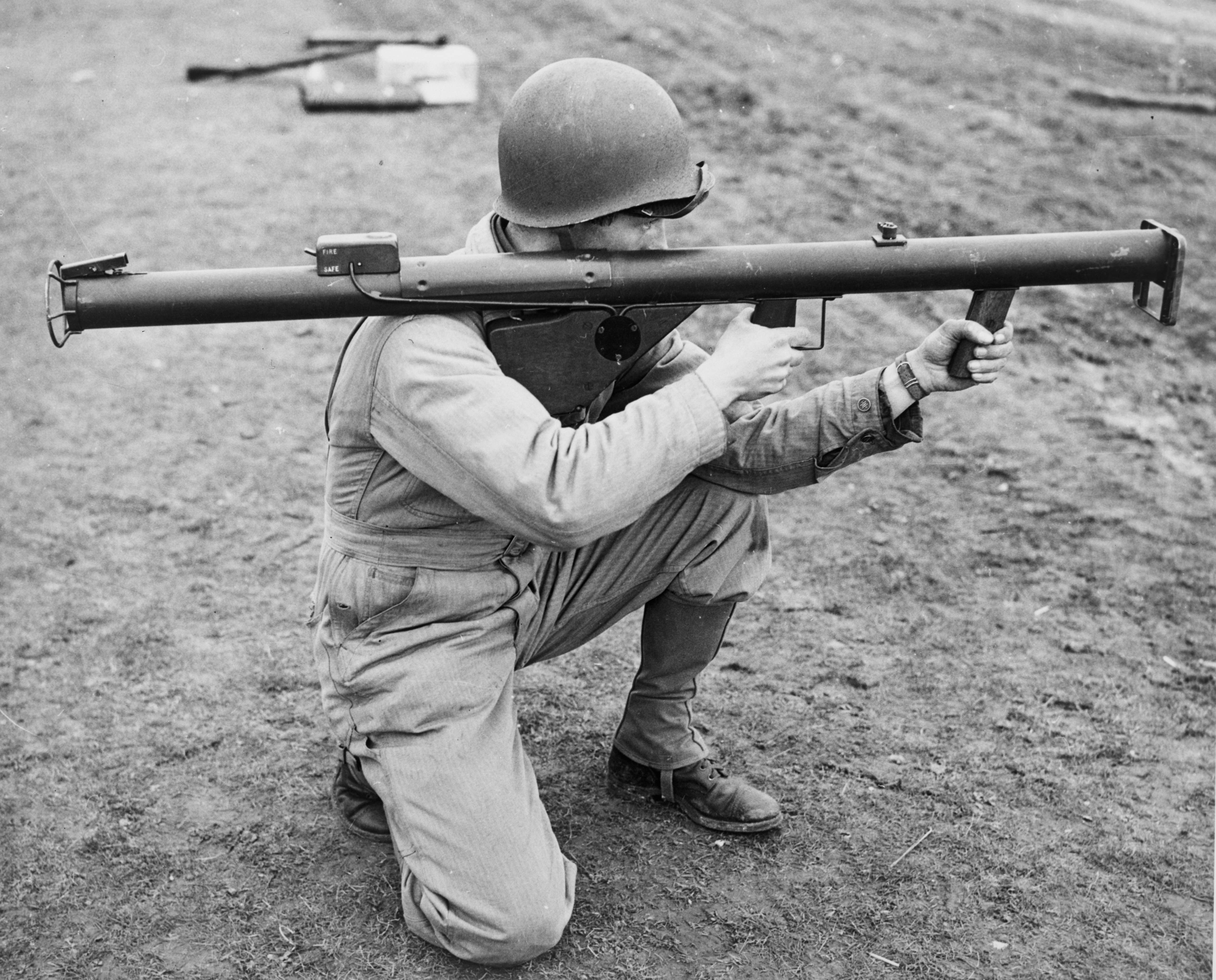
Um soldado americano mira uma M1 Bazooka.

Um lança-foguetes, é um dispositivo que lança um projétil não guiado e movido a foguetes, embora o termo seja frequentemente usado em referência a mecanismos portáteis e capazes de serem operados por um indivíduo.

## História

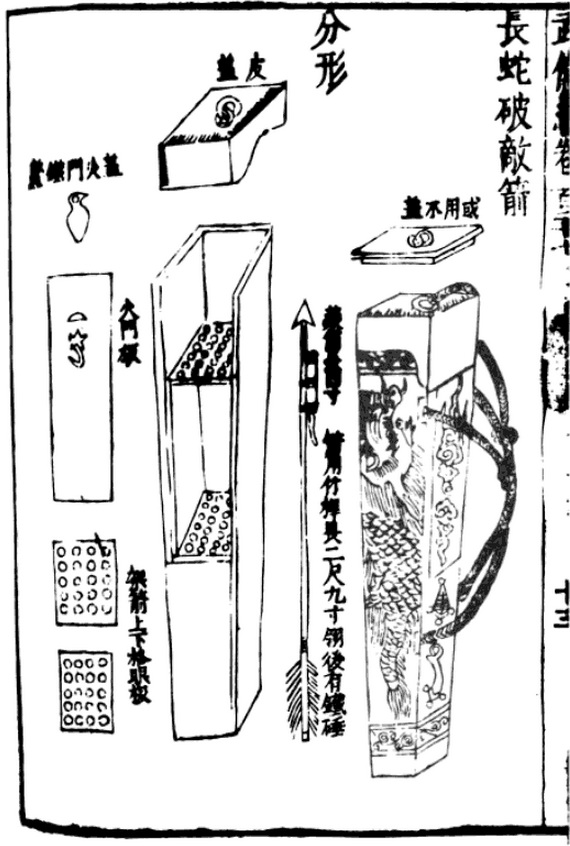
Uma representação do lança-foguetes "serpente longa" do século XIII. Os furos na estrutura foram projetados para manter os foguetes separados, a partir da edição 1510 do Wujing Zongyao.

Os primeiros lança-foguetes documentados na China imperial consistiam em flechas modificadas pela conexão de um motor de foguete ao eixo, alguns centímetros atrás da ponta da flecha. O foguete foi impulsionado pela queima do pólvora no motor; estes não devem ser confundidos com flechas de fogo, que eram flechas convencionais carregando pequenos tubos de pó preto como a bomba incendiária que se incendeiam somente depois que a flecha atingia seu alvo). Os lança-foguetes eram construídos de madeira, cestaria e tubos de bambu. Os lançadores dividiam os foguetes com armações destinadas a mantê-los separados, e os lançadores eram capazes de disparar vários foguetes ao mesmo tempo. Evidências textuais e ilustrações de vários lança-foguetes iniciais são encontradas na edição de 1510 do Wujing Zongyao, traduzida por Needham e outros na Universidade de Princeton. (O Wujing Zongyao original foi compilado entre 1040 e 1044 e descreveu a descoberta da pólvora, mas precedeu a invenção do foguete. Cópias parciais do original sobreviveram e Wujing Zongyao foi republicado em 1231 durante a Dinastia Song do Sul, incluindo desenvolvimentos militares desde a publicação original 1044. O cientista britânico, sinologista e historiador Joseph Needham afirma que a edição de 1510 é a mais confiável em sua fidelidade às versões original e 1231, uma vez que foi impressa a partir de blocos que foram esculpidos diretamente a partir dos traçados da edição feita em 1231 DC). O Wujing Zongyao de 1510 descreve o lança-foguetes "serpente longa", um lança-foguetes construído em madeira e carregado com um carrinho de mão, e o lança-foguetes "cem tigres", um lança-foguetes de madeira e capaz de disparar 320 foguetes flechas. O texto também descreve um porta-foguetes portátil composto por uma funda e um tubo de bambu.
Foguetes foram introduzidos no Ocidente durante as Guerras Napoleônicas; o foguete Congreve era uma arma britânica criada por Sir William Congreve em 1804, depois de experimentar foguetes indianos no Cerco de Seringapatão (1799). Os foguetes Congreve foram lançados de uma calha de ferro com cerca de 45 cm de comprimento, chamada câmara (no original inglês, chamber). Essas câmaras podem ser fixadas ao solo para o lançamento horizontal, fixadas a um tripé dobrável de cobre para disparo em alto ângulo ou montadas em estruturas de carroças ou no convés de navios de guerra.
Durante a Guerra Civil Americana, a União e as Forças Armadas Confederadas experimentaram e produziram lança-foguetes. As forças confederadas usaram foguetes Congreve em usos limitados devido a suas imprecisões, enquanto as forças da União usaram o lança-foguetes com patente de Hale, que disparou foguetes de 17 a 25 centímetros com estabilizadores de aleta a uma distância de 1,828 quilômetros.

### Segunda Guerra Mundial

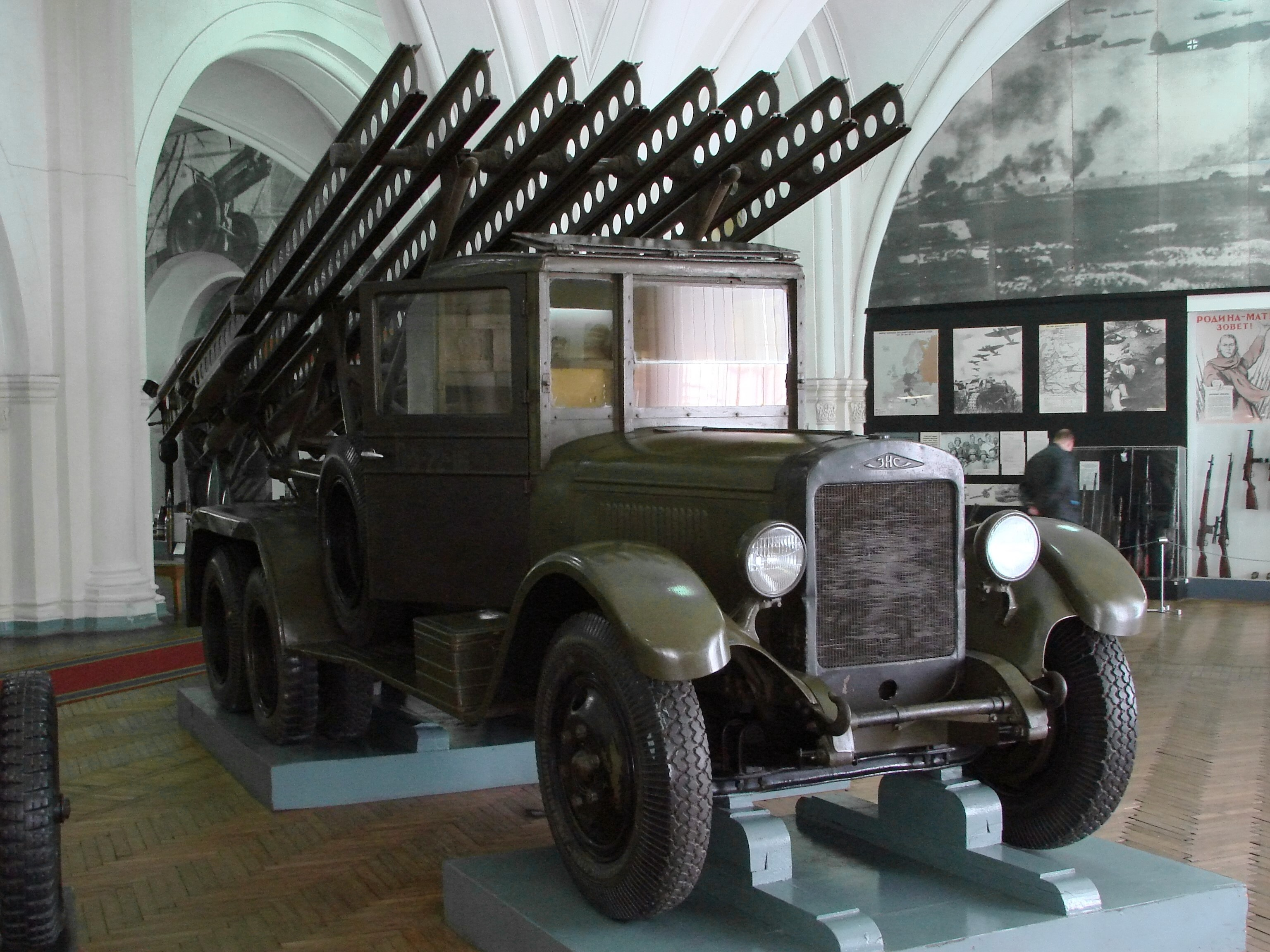
Um lançador de foguetes Katyusha da Segunda Guerra Mundial, montado em um caminhão ZiS-6.

Os programas de pesquisa pré-guerra sobre tecnologia militar de foguetes de muitas das principais potências levaram à introdução de vários sistemas de artilharia de foguetes com lançadores fixos ou móveis, geralmente capazes de disparar vários foguetes em uma única salva. No Reino Unido, foguetes de combustível sólido foram inicialmente utilizados no papel antiaéreo; o projétil não rotacionado de 7 polegadas foi disparado de lançadores de pedestal simples em navios de guerra e uma versão de 3 polegadas foi usada pelas baterias Z fixas em terra, para as quais vários "projetores" foram desenvolvidos. Os desenvolvimentos posteriores dessas armas incluíram os múltiplos lançadores Mattress para bombardeio superfície a superfície e os foguetes ar-solo RP-3 que foram lançados a partir de trilhos montados em aviões caça-bombardeiro. Na Alemanha, o 15 cm Nebelwerfer 41 foi uma adaptação de um morteiro de fumaça com vários canos para foguetes de artilharia. O Soviético Katyusha era um sistema auto-propulsionado, montado em caminhões, tanques e até trens. O Exército dos Estados Unidos implantou no final da guerra o sistema T34 Calliope, lança-foguetes montado em tanque.

## Tipos

### Por número de tubos de disparo
Os lança-foguetes podem-se dividir por número de tubos de disparo. Os de tubo de disparo único, chamados somente tubos lança-foguetes, e os de múltiplos tubos de disparo de foguetes, chamados ninhos de foguetes.

### Disparado no ombro
A categoria lança-foguetes inclui armas de ombro, qualquer arma que atire um projétil de míssil contra um alvo e ainda seja pequena o suficiente para ser carregada por uma única pessoa e disparada enquanto segurada no ombro. Chamadas, dependendo do país ou região, as pessoas podem usar os termos  "bazuca" ou "RPG" (em português: granada lançada por foguete) como termos generalizados para se referir a essas armas, ambas de fato tipos específicos de lança-foguetes. A bazuca era uma arma antitanque americana que estava em serviço de 1942 a 1957, enquanto o RPG (mais comumente o RPG-7) é uma arma antitanque soviética.
Existem lança-foguetes disparados no ombro de disparo único, e de ninho de foguetes, como o sistema estado-unidense M202 "FLASH", que tem quatro tubos de disparo.
Uma variação menor é o gyrojet, um lança-foguetes de armas pequenas com munição ligeiramente maior que o de uma pistola calibre 45, cada "bala foguete" saindo do cano da arma a uma velocidade relativamente baixa e acelerando até velocidades letais, em voo estabilizado ao girar giroscopicamente, até acabar o combustível no foguete. O sistema existe também em versão de "pistola", a par daqueles cuja culatra se pode encostar de ombro para facilitar pontaria.
Canhões sem recuo às vezes são confundidos com lança-foguetes. Um canhão sem recuo lança seu projétil usando uma carga explosiva de pólvora, não um motor-foguete, embora alguns desses sistemas possuam motores de balancim sustentadores.

### Podde foguetes

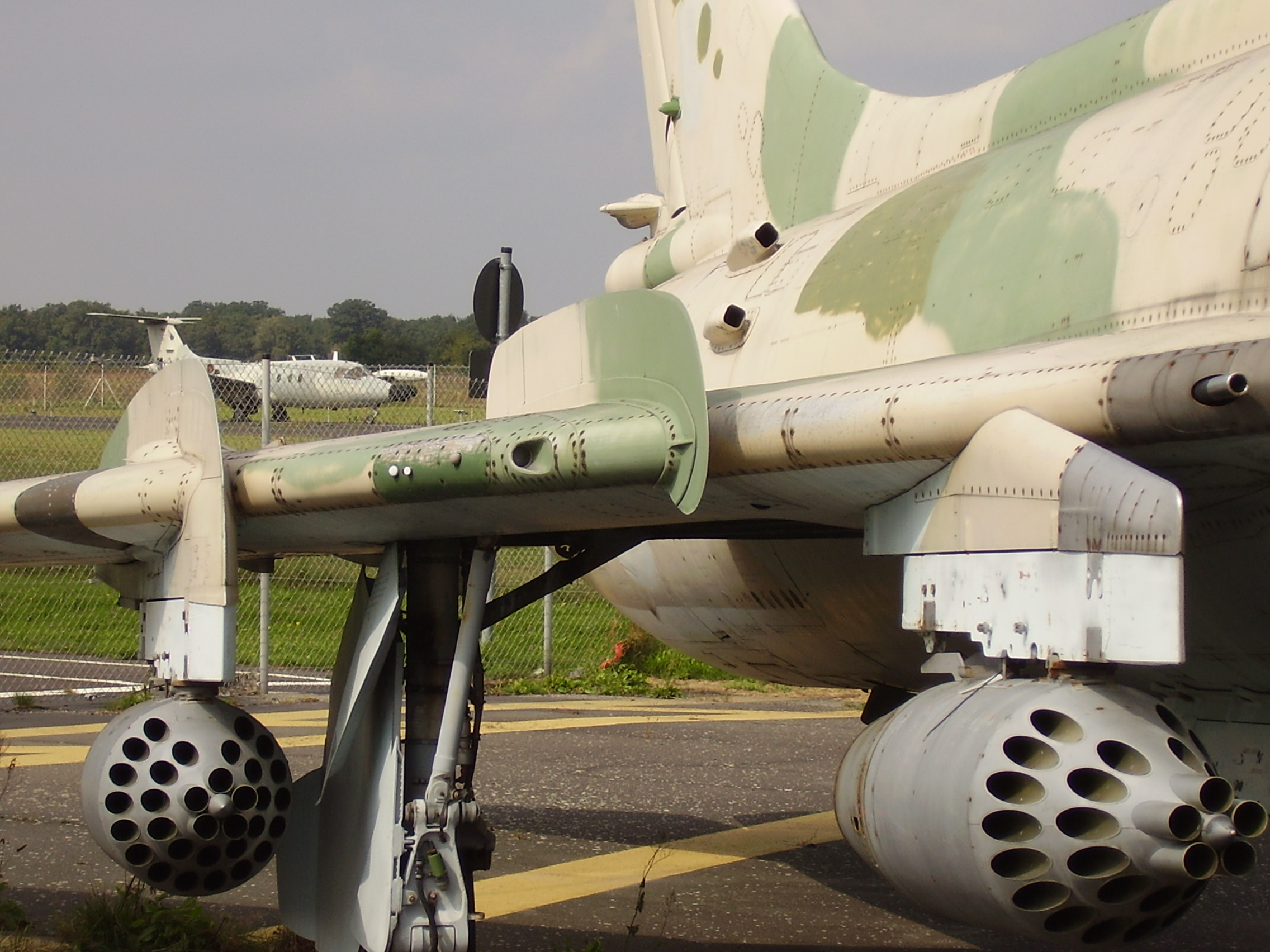
Aeronave Sukhoi Su-20 com foguetes UB-32, cada uma carregando trinta e dois foguetes S-5.

Um pod (cápsula) de foguetes é um lançador tipo ninho de foguetes que contém vários foguetes não guiados, mantidos em tubos individuais, projetados para serem usados por aeronaves de ataque ou helicópteros de ataque para apoio aéreo próximo. Em muitos casos, os foguetes são simplificados para reduzir o arrasto aerodinâmico. 
Os primeiros pods foram desenvolvidos imediatamente após a Segunda Guerra Mundial, como uma melhoria em relação aos arranjos anteriores de foguetes; "trilhos", que no momento de disparo atuariam para dar uma pequeno incremento de velocidade direcionada ao míssil, ou simples "prateleiras" de fixação que o desprenderiam, ou até tubos de disparo individualmente fixados sob as asas das aeronaves. 
Os primeiros exemplos de foguetes lançados por pods foram o Mk 4/Mk 40 Folding-Fin Aerial Rocket dos EUA e o SNEB francês.

### Sistemas de larga escala
Os dispositivos de larga escala que servem para lançar foguetes incluem o lançador múltiplo de foguetes, um tipo de sistema de artilharia de foguetes não guiados.